# Udolfo
Udolfo ist ein von Eddy Paape im realistischen Stil gezeichneter frankobelgischer Comic.
Die Abenteuer des öffentlichen Schreibers Udolfo, der im Paris des 19. Jahrhunderts übernatürlichen Fällen nachgeht, erschienen erstmals 1978 in der belgischen und französischen Ausgabe von Tintin sowie in der niederländischen Version Kuifje. André-Paul Duchâteau schrieb 1980 noch eine Kurzgeschichte, in der sich der Titelheld als Zeitreisender zu erkennen gibt. Die Albenausgabe, die Jonas 1980 begann, wurde 1986 durch Création mit einer Gesamtausgabe abgeschlossen.
Im deutschsprachigen Raum gab Carlsen die Gesamtausgabe in der Reihe Die grossen Abenteuer Comics heraus. Andreas C. Knigge zählt Udolfo zu den Serien, mit denen Paape „weniger erfolgreich“ war.

## Geschichten
- Die Uhr mit den sieben Rubinen (30 Seiten, 1978)
- Das Zauberbuch des Teufels (17 Seiten, 1980)